# Ofélia Afogada
Ofélia Afogada ou Ofèlia Ofegada (em catalão) é uma escultura do artista madrilenho Francisco López Hernández, de 1986, situada nos jardins Vil·la Cecília, na cidade de Barcelona, Espanha.
A escultura foi encomendada pelos arquitetos Elías Torres e José Antonio Martínes Lapeña a Francisco López Hernández, para colocá-la dentro de alguns canais em torno dos jardins Vil·la Cecília, do distrito de Sarrià-Sant Gervasi, em Barcelona, conhecidos por abrigar numerosas esculturas vanguardistas entre sua vegetação. A escultura é uma representação realista, em tamanho natural, de uma mulher deitada sobre uma base retangular e rodeada por um fluxo constante de água. A obra faz referência ao trágico final da personagem homônima da obra teatral Hamlet, de William Shakespeare.